# Psectrogaster falcata
Psectrogaster falcata är en fiskart som först beskrevs av Eigenmann och Eigenmann, 1889.  Psectrogaster falcata ingår i släktet Psectrogaster och familjen Curimatidae. Inga underarter finns listade i Catalogue of Life.